# 2021 en Ukraine
Chronologie de l'Ukraine
- 2017
- 2018
- 2019
- 2020
- 2021
- 2022
- 2023
- 2024
- 2025

Cette page concerne les évènements survenus en 2021 en Ukraine :

## Évènement
- Guerre du Donbass (depuis 2014)
- Pandémie de Covid-19 en Ukraine
- Crise diplomatique russo-ukrainienne de 2021-2022
- Depuis le 27 octobre 2020 : Crise constitutionnelle ukrainienne (2020-2022) (en)
- 21 janvier : Incendie de Kharkiv (en)
- 23 août :
  - Plateforme de Crimée
  - Sommet des Premières Dames et des Messieurs de Kiev (en)

## Sport
- Championnat d'Ukraine de football de deuxième division 2020-2021
- Championnat d'Ukraine de football de deuxième division 2021-2022
- Championnat d'Ukraine de rugby à XV 2021
- Championnats d'Europe de badminton 2021
- Championnat d'Ukraine de football 2020-2021
- Championnat d'Ukraine de football 2021-2022
- Coupe d'Ukraine de football 2020-2021
- Coupe d'Ukraine de football 2021-2022
- Supercoupe d'Ukraine de football 2021
- 23 juillet-8 août : Participation de l'Ukraine aux Jeux olympiques d'été de 2020 à Tokyo.

## Culture
- 4 février : Participation de l'Ukraine au Concours Eurovision de la chanson
- Sortie de l'essai De l'unité historique des Russes et des Ukrainiens de Vladimir Poutine.

### Sortie de film
- Reflection
- Stop-Zemlia, sorti en français sous le titre Jeunesse en sursis.

## Création
- Université américaine de Kiev[réf. nécessaire]
- Journée de la résistance à l'occupation de la république autonome de Crimée et de la ville de Sébastopol
- Justice (groupe parlementaire) (en)
- L'Ukraine est notre foyer (en) (parti politique)
- WFC Dynamo Kyiv (en) (club de football féminin)

## Dissolution
- Bukovyna Airlines (en)
- Kyiv Post (quotidien)
- Ligue ukrainienne de hockey (en)

## Décès
- Anatoliy Ivanovych Butenko, personnalité politique.
- Aleksandr Kogutich (uk), joueur de football.
- Volodymyr Kyselyov, athlète (lancer du poids).
- Halyna Mosiychuk (uk), compositrice.
- Georgy Prokopenko (uk), nageur.
- Serhiy Proskurnia (en), producteur de théâtre.
- Oksana Skrypchuk (uk), chanteuse.
- Remziye Tarsinova (uk), danseur et chorégraphe.
- Zabudskyĭ, Yhorʹ (uk), peintre.